# Laemophloeus ater
Laemophloeus ater là một loài bọ cánh cứng trong họ Laemophloeidae. Loài này được Olivier miêu tả khoa học năm 1795.